# Porcelaine d'Isigny

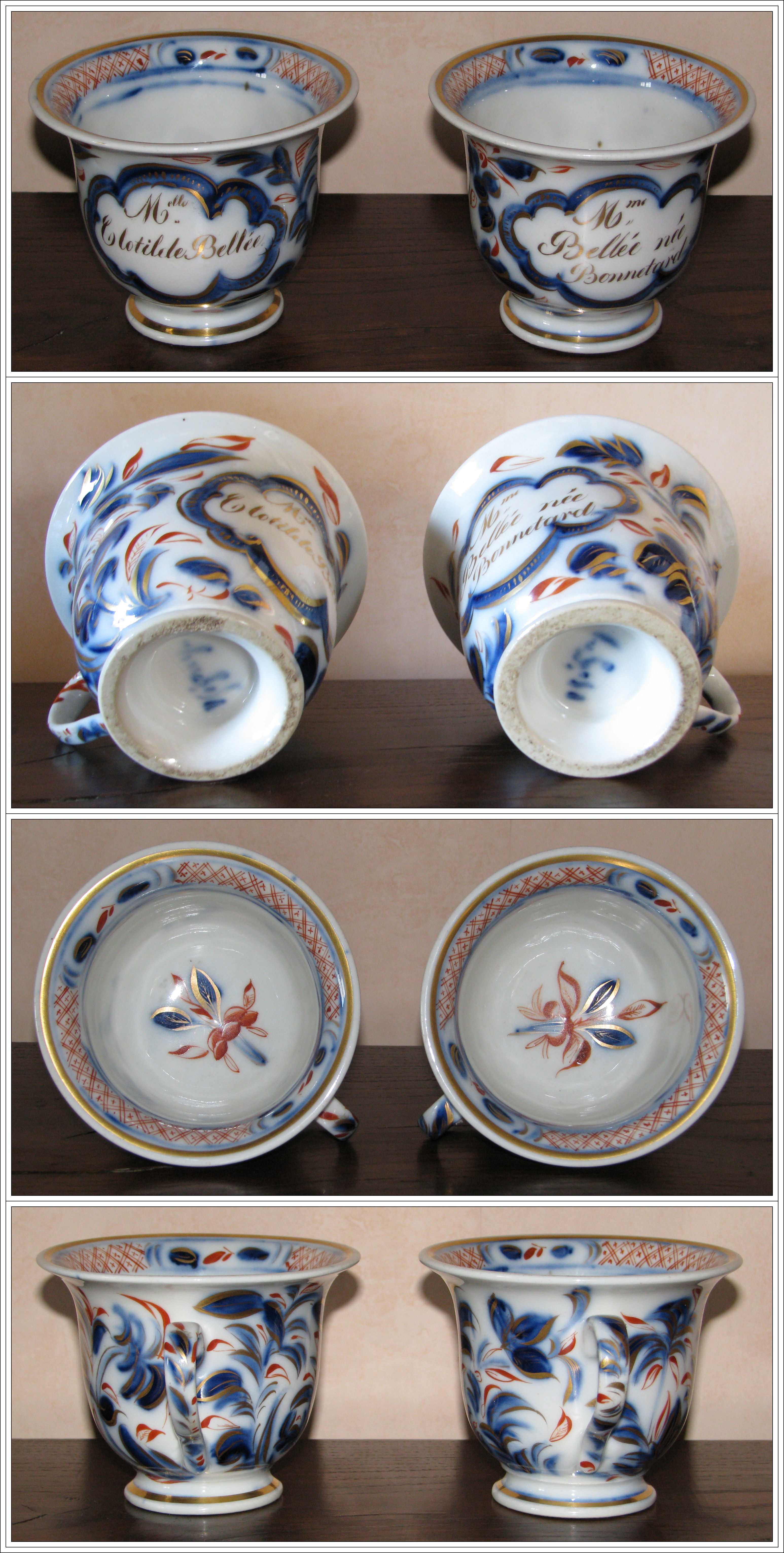
Paire de tasses patronymique en porcelaine d'Isigny

La porcelaine d'Isigny était fabriquée à la manufacture d'Isigny, qui fut créée en 1839 par Frédéric Langlois à Isigny-sur-Mer (Calvados). Son activité ne dura que 6 ans, fermant en 1845. Les bâtiments existent toujours et ont été transformés en logements.

## Histoire
Frédéric Langlois (1802-1882) est issu d'une famille de porcelainiers de religion protestante. Son père Joachim Langlois est le fondateur de la manufacture de porcelaine de Bayeux.
Après la mort de son père, sa mère ne supporte pas son mariage avec une catholique, ce qui le pousse à tenter sa propre chance et à s'installer route de Littry, à Isigny en 1839. Il existe encore des traces de son passage sur les murs d'une maison rue du Brésil (frise de carreaux sous la corniche).
Si les pièces fabriquées étaient de bonne qualité, elles avaient du mal à se vendre, en particulier à cause de la présence de la manufacture de Bayeux tenue par sa mère à quelques kilomètres de là.
La manufacture d'Isigny faisant face à de grandes difficultés financières, elle ferme finalement en 1845. 
Frédéric Langlois dirige alors de 1846 à 1848 la Fabrique royale de faïence de La Moncloa près de Madrid,, puis revient en Normandie où il devient peintre de vitraux.